# Suona
La suona (en chino tradicional, 嗩吶; en chino simplificado, 唢呐; pinyin, suǒ nà), también llamada laba (en chino, 喇叭; pinyin, lǎbā)  o haidi (en chino, 海笛; pinyin, hǎidí) es un instrumento de viento similar al shawm de la etnia han de China. Tiene un sonido alto y muy agudo y se utiliza con frecuencia en los conjuntos de música tradicional china, en particular los que llevan a cabo sus interpretaciones al aire libre. Se trata de un importante instrumento en el folclore musical del norte de China, en particular las provincias de Shandong y de Henan, donde durante mucho tiempo ha sido utilizado para fiestas y con fines militares. Aún es utilizado en bodas, funerales y procesiones en combinación con shengs, gongs, tambores y otros instrumentos. Estos conjuntos de aire y percusión reciben el nombre de chuida o guchui. Una versión de la suona es la corneta china, un instrumento que es aún muy utilizado como elemento melódico indispensable en la "conga santiaguera", tipo de música popular imprescindible en fiestas populares en la región oriental de Cuba, cuya capital es Santiago de Cuba, de ahí su nombre.

## Construcción
La suona tiene un cuerpo cónico de madera, similar al oboe europeo, pero utiliza un tubo de latón o bocal de cobre para adherir una pequeña lengüeta doble y posee una campana de metal desmontables.
El instrumento se fabrica en varios tamaños. Desde mediados de siglo XX, versiones "modernizadas" de la suona se han desarrollado en China. Tales instrumentos tienen llaves similares a las del oboe europeo para permitir la reproducción cromática de las notas y la igualdad de afinación temperada (ambas cosas, difíciles en la suona tradicional). En la actualidad existe una familia de instrumentos, incluidos el zhongyin suona, cizhongyin suona y diyin suona. Estos instrumentos se utilizan en las secciones de madera de la gran orquesta tradicional china en la misma China, en Taiwán y en Singapur, aunque la mayoría de los conjuntos folclóricos prefieren utilizar la versión tradicional del instrumento. El músico de rock chino Cui Jian incluyó una suona modernizada en su canción Nada de mi nombre (一无所有) (tocada por el saxofonista Liu Yuan).
El nazi (呐子), un instrumento relacionado con la suona y que es más comúnmente usado en el norte de China, consiste en una lengüeta de suona (con bocal) que se interpreta melódicamente, cambiando de tono la boca y las manos. A veces, los nazis se tocan dentro de un gran cuerno de metal para amplificar el volumen.

## Historia
Se cree que la suona se ha sido desarrollando a partir de varios instrumentos de Asia central, como el sorna, la surnay o la zurna, a partir de la cual deriva su nombre chino probablemente. Originalmente fue introducido en China desde el centro o el oeste de Asia. Un músico tocando un instrumento muy similar a un suona se muestra en un dibujo en un monumento religioso de la Ruta de la Seda en la región occidental de la provincia de Xinjiang fechado entre los siglos III y V y representaciones que datan de este período se encuentran en Shandong y otras regiones del norte de China muestran que se está tocando en desfiles militares, a veces a caballo. No fue mencionado en la literatura china hasta la dinastía Ming (1368-1644), pero en esa fecha la suona ya estaba establecida en el norte de China.

## Uso fuera de China
En Corea, existe un instrumento similar que se llama taepyeongso y en Vietnam hay oboes similares que se llaman kèn.
En Japón, un instrumento similar que se llama charumera. El nombre de este instrumento deriva de charamela, la palabra en portugués palabra para el shawm. Su sonido es bien conocida en todo Japón, ya que es a menudo utilizado por los vendedores ambulantes de ramen.
La suona también se utiliza como un instrumento tradicional en Cuba, después de haber sido introducido por inmigrantes chinos durante la época colonial. Es conocido allí como corneta china y se utiliza en algunas formas de conga o son y en la música de carnaval.
El saxofonista de jazz americano Dewey Redman a menudo utiliza la suona en sus actuaciones, llamándolo "musette". 

## Intérpretes destacados
- Liu Qi-Chao (刘起超)
- Liu Ying (刘英)
- Song Baocai (宋保才)